# Месмерическое откровение
«Месмерическое откровение» (англ. Mesmeric Revelation) — рассказ Эдгара Аллана По, написанный не позже мая 1844 года и впервые опубликованный в августе 1844 года в журнале Columbian Magazine . В 1845 году был включён в авторский сборник рассказов в значительно изменённом виде.
Рассказ посвящён месмеризму. В нём, по словам литературоведа А. Николюкина, «выражен трагический ужас человеческого существования».